# Wargaming (empresa)
Wargaming Group Limited (também conhecido como Wargaming.net) é uma empresa global de videogames com sede em Nicósia, Chipre. O grupo opera em mais de 16 escritórios e estúdios de desenvolvimento em todo o mundo. Inicialmente focado em jogos de estratégia por turnos e estratégia em tempo real, A Wargaming passou a desenvolver jogos de ação online gratuitos em 2009, incluindo o jogo de equipe com temática militar World of Tanks e, mais tarde, World of Warships, World of Warships Legends, World of Warplanes, World of Tanks Blitz e World of Warships Blitz.

## Historia
Wargaming foi fundada por Victor Kislyi em Minsk em 2 de agosto de 1998, pretendendo que a empresa seja uma desenvolvedora de jogos de estratégia. O primeiro projeto da empresa foi o DBA Online — a versão digital de um conjunto de regras de mesa em miniatura De Bellis Antiquitatis — lançado em 2000. A Wargaming começou a trabalhar em seu primeiro projeto comercial em grande escala — o jogo de estratégia baseado em turnos de ficção científica Massive Assault, em março de 2002. Ao longo de cinco anos, a empresa lançou cinco projetos dentro da franquia Massive Assault.
Em 16 de novembro de 2007, a Wargaming adquiriu a desenvolvedora Arise, sediada em Minsk. Em dezembro de 2008, a empresa lançou sua primeira estratégia em tempo real, a Operação Bagration. Em 16 de abril de 2009, a Wargaming começou a trabalhar no jogo de estratégia em tempo real Order of War. Foi publicado pela Square Enix em 18 de setembro de 2009. Em 12 de agosto de 2010, a empresa lançou seu primeiro título online, World of Tanks. Em 12 de abril de 2011, World of Tanks foi lançado na América do Norte e Europa.
Em 2011, a Wargaming mudou sua sede de Minsk para Nicósia, Chipre. Desde 17 de agosto de 2015, essas sedes estão localizadas no edifício Wargaming HQ, anteriormente conhecido como edifício do Presidente, localizado perto do Palácio Presidencial em Nicósia. A sede das operações europeias, conhecida como Wargaming Europe, foi estabelecida em Paris, França, em julho de 2011. Em 3 de agosto de 2011, a empresa criou uma presença direta na América do Norte ao abrir um escritório em São Francisco. Na E3 2011, a Wargaming anunciou a continuação de World of Tanks, o jogo de ação online de combate aéreo World of Warplanes. Na Gamescom 2011, a empresa revelou a terceira parte de sua saga militar: o jogo de ação naval online World of Warships. em outubro de 2011, a Wargaming anunciou o jogo de cartas colecionáveis online MMO World of Tanks: Generals. Ao longo de 2011, a Wargaming se uniu a parcerias estratégicas com Persha Studia, Lesta Studio e DAVA Consulting, com cada um operando projetos separados sob a Wargaming.
Em 21 de fevereiro de 2012, a versão Android do World of Tanks Assistant, o aplicativo móvel para World of Tanks, foi lançado na Europa e América do Norte. Em maio de 2012, a Wargaming entrou no mercado de jogos coreano abrindo um escritório subsidiário em Seul. A Wargaming embarcou em uma iniciativa de reformulação da marca e anunciou o serviço Wargaming.net, que unirá seus jogos e serviços em um único universo de batalha em junho de 2012. Em 7 de agosto de 2012, a Wargaming adquiriu a empresa australiana BigWorld Technology que trouxe o desenvolvimento do middleware para seus projetos MMO internamente. Em um relatório anual para a Bolsa de Valores de Chipre (CSE) em 2012, a receita da Wargaming foi declarada em 217,9 milhões de euros, com um lucro líquido de 6,1 milhões de euros. As ações da Wargaming foram retiradas da CSE em 2015, e ela continua sendo uma empresa privada até o momento.
A Wargaming entrou no mercado de consoles ao adquirir a Day 1 Studios em 29 de janeiro de 2013.  Renomeado Wargaming Chicago-Baltimore, os estúdios estão atualmente desenvolvendo World of Tanks: Xbox 360 Edition (Fevereiro de 2014), Xbox One (Julho de 2015) e PlayStation 4 (Janeiro de 2016). Em 12 de fevereiro de 2013, a Wargaming anunciou sua própria liga de eSports, a Wargaming.net League. A empresa adquiriu a Gas Powered Games em 14 de fevereiro de 2013. Em 26 de março de 2013, a Wargaming anunciou World of Tanks Blitz, um jogo MMO para dispositivos móveis centrado em combate de tanques disponível para smartphones e tablets. O jogo foi lançado para iOS   em junho de 2014. A partir de 2016, World of Tanks Blitz está disponível para iOS, Android, Windows 10 e Mac OS X. A Wargaming se ramificou para o mercado de jogos japonês abrindo um escritório em Tóquio em 29 de maio de 2013. Em 22 de julho de 2013, a empresa comprou as propriedades intelectuais de Total Annihilation e Master of Orion dos processos de falência da Atari.
Em julho de 2015, a Wargaming lançou a WG Labs como uma divisão que atuaria como uma editora terceirizada para desenvolvedores externos. A criação da divisão foi impulsionada principalmente pela parceria da Wargaming com o estúdio independente NGD Studios e seu jogo, Master of Orion.  Em outubro, a empresa também renomeou a DropForge, um estúdio de jogos para dispositivos móveis com sede em Bellevue, Washington, fundado em 2013 por David Bluhm, como WG Cells. A WG Cells foi fechada em agosto de 2016.
A divisão WG Labs da Wargaming lançou uma releitura de Master of Orion em agosto de 2016. O jogo foi desenvolvido pela NGD Studios argentina. Em novembro de 2016, a Wargaming, a SEGA e a Creative Assembly anunciaram uma nova parceria estratégica que verá o Total War: ARENA publicado mundialmente. Em 2016, a Wargaming detém uma parte significativa do Hellenic Bank (o Third Point Group de Daniel S. Loeb é o outro grande acionista do banco sediado em Chipre) e demonstrou interesse em comprar ativos de propriedade de terras em Chipre para seu uso e fins de investimento. A Wargaming se tornou a maior contribuinte de impostos em Chipre.
Em 2017, a Wargaming iniciou uma divisão de jogos para dispositivos móveis chamada Wargaming Mobile.
Em 4 de abril de 2022, a Wargaming anunciou o encerramento de todas as operações na Rússia e na Bielorrússia, declarando em seu site oficial que, após "revisão estratégica das operações comerciais", eles se separariam da Lesta Studio, um antigo estúdio Wargaming com sede em São Petersburgo, efetivo em 31 de março, e estão em processo de fechamento de seu estúdio em Minsk. A empresa também observou que espera "perdas substanciais" por causa da decisão.

## Controvérsias
Em maio de 2017, a Wargaming se viu em meio a uma controvérsia quando foi alegado que um de seus funcionários havia ameaçado abrir um processo de Digital Millennium Copyright Act (DMCA) contra o criador de conteúdo de jogos do YouTube, SirFoch, por sua crítica mordaz a um tanque premium do World of Tanks, mas eles se desculparam mais tarde.
Em fevereiro de 2018, a Wargaming America fechou seus escritórios em Emeryville, cortando 100 empregos.
Em maio de 2018, o CEO da Wargaming apareceu pessoalmente para fechar seu estúdio em Seattle e demitir mais de 150 desenvolvedores.

### Suposta fraude de imigração
Em novembro de 2020, o Governo de Chipre anunciou uma investigação sobre possível fraude de passaporte, onde os funcionários da Wargaming receberam "Passaportes Dourados" (cidadania cipriota mais rápida em troca de investimentos monetários no país) por motivos fraudulentos, 27 dos quais foram considerados não conformes com os critérios do programa, incluindo ter entrado com o pedido usando endereços falsos (atribuídos a estacionamentos, terrenos baldios, etc.). Em dezembro daquele ano, o Ministério das Finanças de Chipre estudou o relatório sobre o assunto por um serviço de auditoria e declarou que "as conclusões do relatório em questão são consideradas completamente enganosas e imprecisas, enquanto estão cheias de inverdades e conclusões que não correspondem à realidade".

### Lootboxes fraude e jogos de azar
Em agosto de 2021, a Wargaming se viu novamente em meio à controvérsia quando uma grande parte dos "Colaboradores da Comunidade" (uma forma de programa de associados) saiu em protesto contra a proliferação excessiva de lootboxes e mecânicas de jogo no World of Warships, juntamente com o tratamento abominável crônico deles e dos jogadores pelos desenvolvedores do Lesta Studio nos últimos anos. Após a saída do CC, um funcionário apelidado de "Gneisenau013" do escritório do Texas foi demitido. No entanto, o referido funcionário não estava envolvido em toda a situação, mas apenas um bode expiatório. Em protesto contra esse comportamento, um gerente sênior do World of Tanks renunciou, afirmando que o comportamento exibido pela alta gerência do World of Warships é "covarde, desprezível e mesquinho"

### Invasão da Ucrânia pela Rússia em 2022
Em 26 de fevereiro de 2022, em meio à Invasão da Ucrânia pela Rússia, o diretor criativo da Wargaming Sergey Burkatovskiy foi demitido, após comentários de apoio à Rússia que ele postou em sua página do Facebook. Após sua demissão, a Wargaming fez a declaração de que "Sergey é um funcionário da empresa e expressou sua opinião pessoal, que categoricamente não coincide com a posição da empresa. Todos os nossos funcionários agora estão focados em ajudar nossos mais de 550 colegas de Kiev e suas famílias... A opinião de Sergei está em completa contradição com a posição da empresa. Ele não é mais um funcionário da Wargaming."
Em 30 de dezembro de 2022, Nikolai Katselapov, diretor de desenvolvimento de negócios, foi adicionado à lista de "organizações e indivíduos envolvidos em atividades terroristas" pela KGB da Bielorrússia. De acordo com o PC Gamer, a lista "tem sido usada há muito tempo como um golpe político" pela Bielorrússia.

## Estúdios
- Wargaming Kyiv (Persha Studia) em Kyiv, Ucrânia; fundando em 2000, adquirido em 2011.[58]
- Wargaming SAS em Paris, França; adquirido em 2011[13]
- Wargaming Chicago-Baltimore em Chicago, Illinois, e Baltimore, Maryland, Estados Unidos; fundado como Day 1 Studios, adquiridos e renomeado em Janeiro de 2013.[59]
- Wargaming Mobile; estabelecido en Junho de 2017.[60]
- Wargaming Berlin em Berlin, Alemanha; estabelecido em 2017.[61]
- DPS Games em Guildford, Inglaterra; estabelecido como Wargaming UK em Setembro de 2018, renomeado em Setembro de 2020.[62][63]
- Edge Case Games em Guildford, Inglaterra; fundada em 2014, adquirida e fundida em novembro de 2018.[64][65]
- Wargaming Vilnius em Vilnius, Lituânia; estabelecido em abril de 2021.
- Wargaming Belgrade em Belgrado, Sérvia; estabelecido em junho de 2022.[66]
- Wargaming Prague em Praga, República Checa; fundada em 2017.

### Fechados ou vendidos
- Wargaming Seattle em Redmond, Washington, EUA; fundada como Gas Powered Games em maio de 1998, adquirida em fevereiro de 2013,[67] renomeado em março de 2013,[68] e fechou em 2018.[69]
- Wargaming Helsinki em Helsinque, Finlândia; fundada como Boomlagoon em 2012, adquirida e renomeada em dezembro de 2016, fechada em outubro de 2019.[70]
- Wargaming Copenhagen em Copenhague, Dinamarca; fundada como Hapti.co como uma subsidiária da IO Interactive, adquirida e renomeada em setembro de 2017, vendida para a Rovio Entertainment em 2020.[71]
- Lesta Studio em São Petersburgo, Rússia; adquirido em 2011. Não mais afiliado à Wargaming em abril de 2022.[43]
- Wargaming Minsk em Minsk, Bielorrússia; o estúdio original e maior da Wargaming, estabelecido em 1998, retirado em 2022.
- Wargaming Moscow em Moscou, Rússia; estabelecido em outubro de 2017,[72] retirado em 2022.
- Wargaming Sydney em Sydney, Austrália; adquirido em agosto de 2012, vendido para a Riot Games em outubro de 2022.[73]

## Jogos desenvolvidos
| Ano  | Titulo                              | Publicadora | Genero                                         |
| ---- | ----------------------------------- | ----------- | ---------------------------------------------- |
| 2000 | DBA Online                          | Wargaming   | Estratégia por turnos                          |
| 2003 | Massive Assault                     |             | Estratégia por turnos                          |
| 2004 | Massive Assault Network             |             | Estratégia por turnos                          |
| 2005 | Massive Assault: Domination         |             | Estratégia por turnos                          |
| 2006 | Massive Assault Network 2           |             | Estratégia por turnos                          |
| 2007 | Galactic Assault: Prisoner of Power |             | Estratégia por turnos                          |
| 2009 | Order of War                        | Square Enix | Estratégia em tempo real                       |
| 2010 | Order of War: Challenge             | Wargaming   | Estratégia em tempo real                       |
| 2010 | World of Tanks                      | Wargaming   | Jogo multijogador massivo online               |
| 2013 | World of Warplanes                  | Wargaming   | Jogo de ação online e multijogador             |
| 2014 | World of Tanks: Xbox 360 Edition    | Wargaming   | Jogo de ação online e multijogador             |
| 2014 | World of Tanks Blitz                | Wargaming   | Jogo de ação online e multijogador             |
| 2015 | World of Warships                   | Wargaming   | Jogo de ação online e multijogador             |
| 2015 | World of Tanks: Xbox One Edition    | Wargaming   | Jogo de ação online e multijogador             |
| 2015 | World of Tanks Generals             | Wargaming   | Jogo de cartas colecionáveis baseado em turnos |
| 2016 | Smash Squad                         | WG Cells    |                                                |
| 2016 | Master of Orion: Conquer the Stars  | WG Labs     | Estratégia por turnos                          |
| 2016 | Hybrid Wars                         | WG Labs     | Jogo de tiro de cima para baixo                |
| 2018 | World of Warships: Blitz            | Wargaming   | Jogo de ação online e multijogador             |
| 2019 | Pagan Online                        | Wargaming   | Hack 'n' Slash RPG eletrônico de ação          |
| 2019 | World of Warships: Legends          | Wargaming   | Jogo de ação online e multijogador             |
| 2020 | Bowling Crew                        | Wargaming   | Jogo de ação online e multijogador             |

## Ativismo

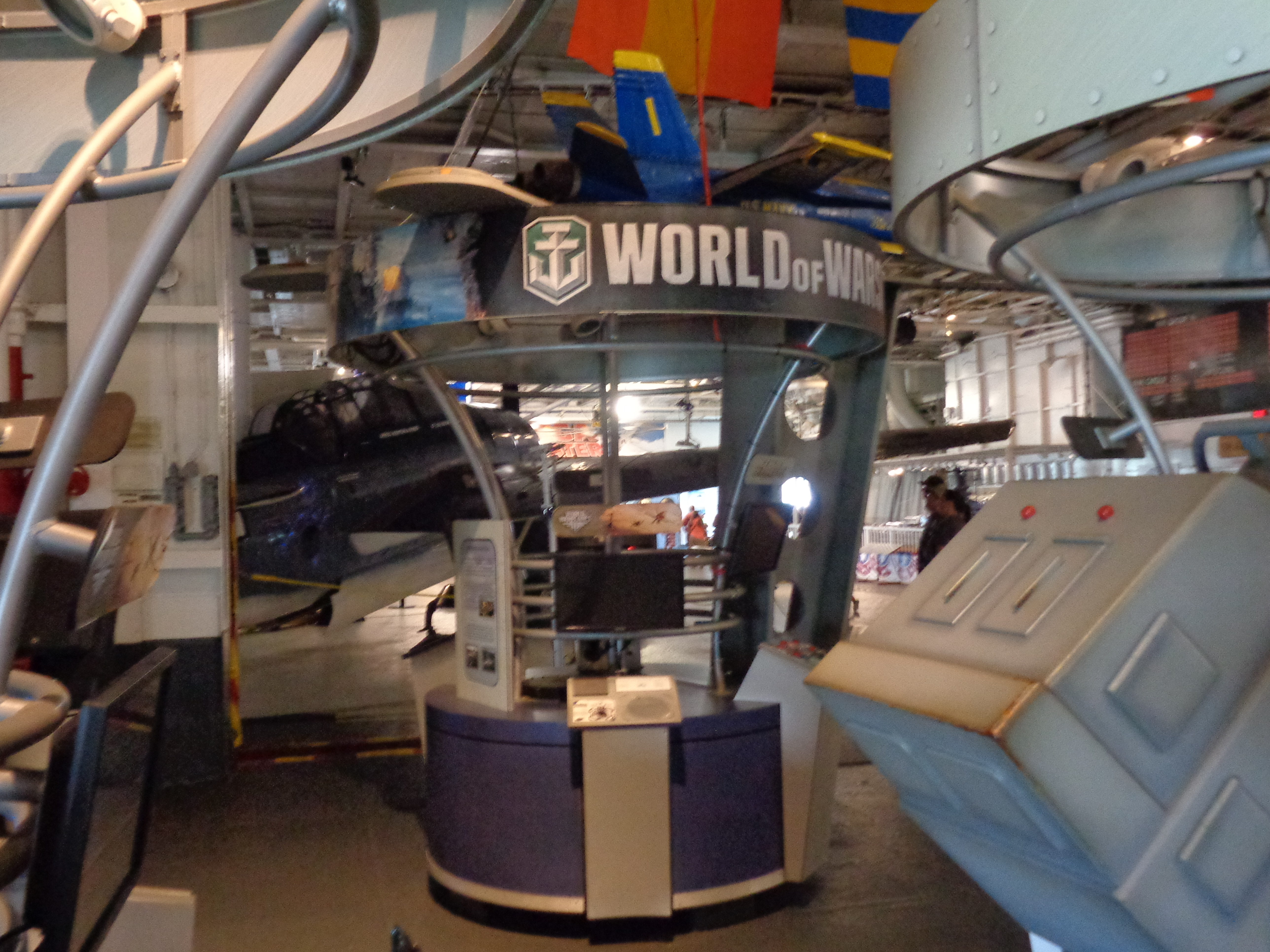
Wargaming.net no convés do porta-aviões do museu USS Lexington

Wargaming está envolvido em vários projetos para preservar o patrimônio cultural militar, incluindo:
- A restauração do único tanque superpesado Maus sobrevivente, juntamente com o Museu Russo de Tanques Kubinka.[78] Mais tarde, o museu publicou uma carta aberta dizendo: "O Museu Central de Veículos Blindados do Ministério da Defesa da Federação Russa declara oficialmente que as informações sobre a restauração."[79]
- A recuperação do último Dornier Do 17 restante do mundo, agora em exposição no Museu da Força Aérea Real em Cosford, Reino Unido.[80]
- O Wargaming Education Center no Tank Museum em Bovington, Reino Unido.[81]
- Eventos anuais do Memorial Day na América do Norte. Doando a receita de compras selecionadas no aplicativo para instituições de caridade, incluindo AMVETS, Homes for Our Troops e Military Families Fund.[82]
- O patrocínio contínuo do USS Iowa (BB-61), atracado no Porto de Los Angeles, Califórnia.[83]
- Captação de recursos para projetos de restauração no Tank Museum em Bovington, Reino Unido. Os lucros de pacotes especiais de loja premium são doados ao museu e usados para restaurar a frota atual de veículos operacionais do museu e comprar as ferramentas altamente especializadas necessárias para atendê-los.[84]
- Uma maratona de streaming de 25 horas no Wargaming West para arrecadar fundos para hospitais infantis e outras instituições de caridade para crianças (novembro de 2013).[85]
- The Grace After Fire charity stream in North America. Assisting women veterans transitioning from military service, providing resources and a space to connect, renew, and heal.[86]
- Restaurou um dos quatro tanques AC-1 Sentinel restantes, agora localizado no Museu Australiano de Armaduras e Artilharia, Cairns (março de 2016).[87]

Em 1 de novembro de 2017, a equipe do World of Warships organizou uma arrecadação de fundos para apoiar o USS Texas Museum, que estava em grave necessidade financeira após as enchentes causadas pelo furacão Harvey. Pacotes especiais com o encouraçado USS Texas foram oferecidos aos jogadores nos servidores NA, EU e SEA, e todos os lucros dessa venda foram doados à Battleship Texas Foundation. Além disso, o encouraçado USS Texas foi oferecido como prêmio de indicação gratuito para os novatos convidados por jogadores veteranos. O World of Warships doou US$ 25 à Battleship Texas Foundation para cada indicação qualificada durante essa campanha de caridade, além dos lucros das vendas de pacotes. Em 1º de dezembro de 2019, mais de US$ 280.000 foram arrecadados pela comunidade do World of Warships para os esforços de preservação do encouraçado.
Em 16 de novembro de 2019, a Wargaming fez uma parceria com o Muskogee War Memorial Park em Oklahoma para arrecadar fundos para salvar o submarino USS Batfish (SS-310), com o objetivo de ajudar o museu a arrecadar US$ 150.000 para cobrir os reparos necessários. Para arrecadar dinheiro, uma transmissão beneficente foi ao vivo no Twitch. Patches exclusivos foram disponibilizados para compra no jogo, com todos os lucros das vendas indo diretamente para os esforços de preservação do USS Batfish. Esta iniciativa ajudou a aumentar $45,000.
Em 14 de dezembro de 2019, a Wargaming anunciou uma transmissão beneficente de 24 horas da Save the Children, com o objetivo de arrecadar US$ 25.000 antes que o tempo acabasse.

## Conteúdo VR e AR
Como parte de suas iniciativas de simulação, a Wargaming está explorando tecnologias de realidade virtual e aumentada. No início de 2015, a empresa trabalhou com o Google para registrar e retratar uma batalha de 1941 em 360° para o Google Cardboard Mobile HMD. Isto foi seguido por uma série de passeios panorâmicos de tanques da Segunda Guerra Mundial, Virtually Inside the Tanks Retrieved, filmado em cooperação com o Google e o The Tank Museum em Bovington. Disponível através da rede de cinema Littlstar VR, a série atualmente inclui o T-34-76, o M4 Sherman "Fúria" do filme de Brad Pitt de mesmo nome, o Type 59, Leopardo 1, e o chefe. Cada vídeo também oferece um tour com os especialistas militares da Wargaming, Richard Cutland e Nicholas Moran.
Para homenagear o Dia da Vitória, a Wargaming lançou o vídeo War Knows No Nation. o vídeo reacende as memórias de três veteranos petroleiros da segunda guerra mundial, misturando cenas panorâmicas de ação ao vivo com cenas de CG pela primeira vez. na primavera de 2016, a wargaming trabalhou com o museu nacional da marinha real, o estaleiro histórico de portsmouth e homenageou o aniversário da batalha da jutlândia com um aplicativo de realidade aumentada: HMS Caroline AR Experience. Para parabenizar os russos no Dia da Marinha, a Wargaming criou um aplicativo móvel de realidade aumentada PortHub que permitiu aos usuários tirar fotos com navios de guerra. Como parte da celebração dos 100 anos de tanques, a Wargaming apresentou o vídeo Virtually inside the First Tanks 360° que apresentou um passo a passo da coleção de tanques antigos de Bovington, aprimorado por cenas do jogo World of Tanks e o aplicativo móvel gratuito Tank 100. Outro em sua gama de vídeos 360°, Virtual Inside the Warships, apresenta o HMD Cavalier R73-6 entre outros.

## Prêmios
A Wargaming recebeu prêmios valiosos na UE e nos EUA.
- Best Game Developer Award at GDC Russia 2009 (KRI-2009)[106]
- Media Award at GDC Russia 2009 (KRI-2009)[106]
- Best Game Developer Award at GDC Russia 2010 (KRI-2010)[107]
- Special Award from the Industry at GDC Russia 2011 (KRI-2011)[108]
- Industry Excellence Award at GDC Russia 2012 (KRI-2012)[109]
- Best Game Developer Award at GDC Russia 2012 (KRI-2012)[109]